# 정혜린 (2007년)
정혜린(鄭慧潾, 2007년 4월 12일 ~ )은 대한민국의 가수로, 걸그룹 tripleS와 서브 유닛의 멤버다.

## 생애
정혜린은 대구광역시 수성구에서 태어났으며, 어린 시절 아역 배우로 활동하였다. 2018년에는 웹드라마 《Between Us》에서 "세경" 역을 맡아 출연하였고, 이후 Kids Planet 소속 모델로 활동했다.
P-NATION 연습생을 거쳐, 2022년 tripleS의 두 번째 공개 멤버(S2)로 소개되며 아이돌 활동을 시작하였다.

## 디스코그래피

### 서브 유닛 활동
| 연도 | 유닛                 | 앨범        | 타이틀곡          |
| ---- | -------------------- | ----------- | ----------------- |
| 2022 | Acid Angel from Asia | ACCESS      | Generation        |
| 2023 | LOVElution           | ↀ (Muhan)   | Girls' Capitalism |
| 2024 | Visionary Vision     | Performante | Hit the Floor     |